# Tossal Gran (Guixers)
La Tossal Gran és una muntanya de 1.307 metres que es troba a la Serra de Valielles a cavall dels municipis de Guixers, al Solsonès, i de Montmajor (enclavament de Valielles), al Berguedà.

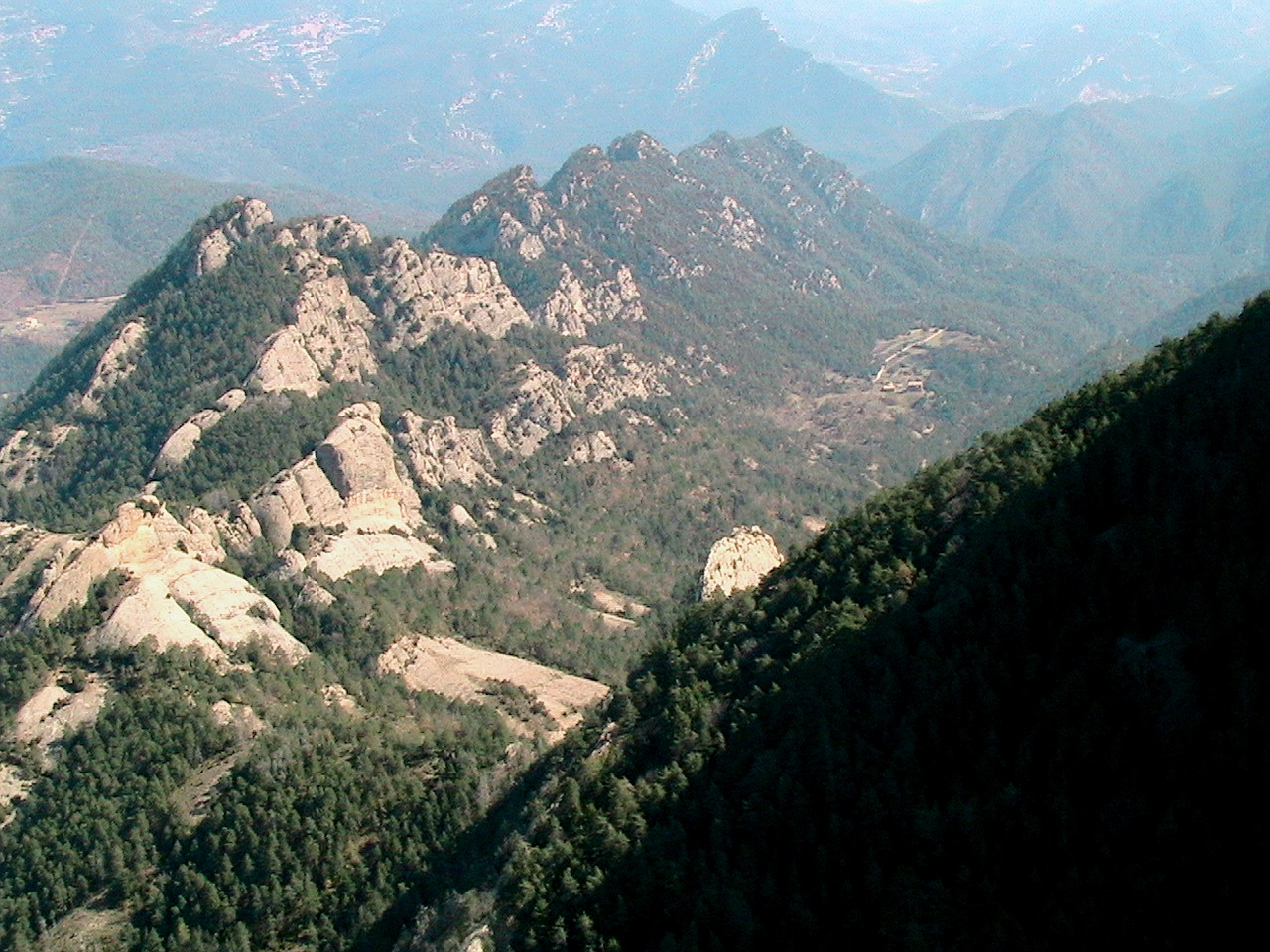
Serra de Valielles des de Busa. (Imatge amb anotacions)